# Пілянський потік (притока Кляку)
Пілянський потік (словац. Píľanský potok) — річка в Словаччині; права притока Кляку довжиною 11.1 км. Протікає в окрузі Жарновиця.
Витікає в масиві Втачник на висоті 665 метрів. Протікає територією сіл Піла і Верхні Гамри.
Впадає у Кляк на висоті 277 метрів.